# Джайн, Равиндра
Равиндра Джайн (англ. Ravindra Jain, хинди रवीन्द्र जैन; 28 февраля 1944 — 9 октября 2015) — индийский композитор и поэт-песенник. За свою карьеру сочинил музыку к 150 фильмам на хинди и других языках Индии. Лауреат Filmfare Award за лучшую музыку к песне 1985 года. Награждён четвёртой по старшинству гражданской наградой Индии Падма Шри. Для многих стал образцом для подражания, поскольку смог добиться признания несмотря на врожденную слепоту.

## Биография
Родился в городе Алигарх (ныне штат Уттар-Прадеш) в семье пандита Индрамани Джайна и его жены Киран Джайн.
Был третьим ребёнком среди семерых братьев и сестры. Согласно одним источникам, был слеп от рождения,
согласно другим — едва мог видеть
и из-за этого смог окончить только 5 классов школы.
С детства проявлял интерес к пению и исполнял бхаджаны в храмах. Заметив его способности, родители отправили его учиться музыке. Для этого он поехал в Калькутту, где некоторое время работал на радио.
В 1970-х Джайн перебрался в Мумбаи
и в 1972 году начал свою карьеру как композитор.
Первая песня была сочинена им для Мохаммеда Рафи, но так и не была выпущена.
Известность Джайну принесла песня «Ghungroo ki tarah», исполненная Кишором Кумаром в фильме «Самозванцы поневоле» 1974 года.
В свою очередь с его песнями в Болливуде дебютировал южно-индийский певец К. Дж. Йесудас, с которым Джайн успешно сотруднича в фильмах «Сердцеед» (1976) и Naiyya (1979). Другим примером удачного партнёрства была певица Хемлата, которая исполнила песни на музыку Джайна в фильмах Fakira (1976) и «Навсегда» (1978).
В 1986 году Джайн выиграл Filmfare Award за лучшую музыку к песне для фильма «Ганг, твои воды замутились». Помимо этого он номинировался на Filmfare 2 раза за лучшую музыку в фильмах «Сердцеед» и «Навсегда» и 2 раза за лучшие стихи к песне в фильмах «Навсегда» и «Хенна».
В 1980—1990-х годах Джайн написал музыку для многих мифологических фильмов и сериалов, включая «Рамаяну» Рамананда Сагара.
Одной из последних его работ стали фильмы «Помолвка» (2006) и «От помолвки до свадьбы» (2008).
Перестав сочинять для киноиндустрии, Джайн продолжал выступать перед публикой. На одном из таких концертов в Нагпуре он почувствовал недомогание и был доставлен в местную больницу, а через три дня переведён в Lilavati Hospital в Мумбаи, где скончался 9 октября 2015 года от полиорганной недостаточности.